# Arnold van Gennep
Arnold van Gennep, född 23 april 1873 i Württemberg, död 7 maj 1957, var en fransk folklorist och antropolog. Han var professor vid Université de Neuchâtel, Schweiz.
Mest känd är van Gennep för verket "Les Rites de passage" från 1909 där han visade att världens olika övergångsriter följer ett liknande mönster. Han menade att en övergångsrit har en struktur med tre faser: separation, övergång och inkorporering.
Arnold van Gennep utvecklade också en teori som förklarade totemism som ett sätt att knyta en splittrad grupp till ett geografiskt område och till varandra.